# 伯阳镇
伯阳镇，是中华人民共和国甘肃省天水市麦积区下辖的一个镇。

## 行政区划
伯阳镇下辖以下地区：
伯阳村、复兴村、虎头村、保安村、兴仁村、半坡村、南集村、下坪村、西坪村、花南村、韩河村、曹石村、马岘村、木湾村、巩坪村、高坪村、王坪村、南河村、范河村、红崖村和石门村。